# Douglas XO2D
Douglas XO2D-1 – ostatni samolot dwupłatowy zaprojektowany w zakładach Douglasa. Samolot został zaprojektowany jako potencjalny następca używanego wówczas samolotu obserwacyjnego Vought O2U Corsair, nie wszedł jednak do produkcji seryjnej przegrywając rywalizację z Curtisem XO3C-1.

## Tło historyczne
W 1933 roku United States Navy zdecydowało się zastąpić używany wówczas samolot obserwacyjno-zwiadowczy Vought O3U Corsair nową konstrukcją. Nowy samolot, podobnie jak Corsair, miał być standardowym samolotem pokładowym używanym na krążownikach i pancernikach gdzie zazwyczaj był wyrzucany w powietrze z katapulty startowej. Zamówiono wówczas dwie prototypowe jednostki – XO2D-1 od Douglasa i XO3C-1 z zakładów Curtissa.

## Opis konstrukcji
XO3C-1 był jednosilnikowym, dwupłatowym samolotem ze skrzydłami w konfiguracji półtorapłata. lotki znajdowały się tylko na górnym skrzydle, obydwa skrzydła wyposażone były w klapy.
Napęd stanowił chłodzony powietrzem, 9-cylindrowy silnik gwiazdowy Pratt & Whitney R-1340-12 o mocy 550 KM i dwułpłatowe śmigło.
Konstrukcja samolotu była metalowa, powierzchnie nośne, sterowe oraz środkowa i tylna część kadłuba były kryte płótnem. Skrzydła mogły być ręcznie złożone wzdłuż kadłuba.
Główny pływak znajdował się pod kadłubem, dwa mniejsze pod skrzydłami samolotu. Podwozie kołowe do startu i lądowania z powierzchni ziemi bądź lotniskowca chowało się do głównego pływaka. Pod ogonem mieścił się wciągany hak używany do lądowania na lotniskowcu.
Dla dwuosobowej załogi zapewniono zamkniętą kabinę. Samolot uzbrojony był w dwa karabiny maszynowe kalibru 7,62 mm – jeden nieruchomy i strzelający do przodu, i jeden na ruchomej podstawie obsługiwany przez strzelca/obserwatora, mógł być także uzbrojony w dwie bomby 100-funtowe (45 kg).
Rozpiętość skrzydeł samolotu wynosiła 36 stóp (10,97 m), szerokość samolotu ze złożonymi skrzydłami wynosiła 13 stóp i 6 cali (4,11 m) i mierzył 32 stopy długości. Wysokość z kołami w pozycji dolnej wynosiła 16 stóp i 4½ cala (4,98 m). Powierzchnia skrzydeł wynosiła 302,8 stóp kwadratowych (28,131 m²). Masa własna wynosiła 3460 funtów (1569 kg), a masa startowa 5109 funtów (2317 kg). Prędkość maksymalna na poziomie morza wynosiła 162 mile na godzinę (261 km/h), pułap maksymalny wynosił 14.300 stóp (4390 m), a zasięg – 798 mil (1284 km).

## Historia
Pierwszy lot jedynego prototypu (fabryczny numer seryjny 1236) odbył się pod koniec marca 1934 roku, po czym samolot został przesłany do bazy US Navy w Anacostia, gdzie przybył 23 kwietnia. 10 dni później w czasie testów, głowica cylindra numer 3 przepaliła na wylot osłonę silnika. Awaria została naprawiona w zakładach Brewster & Co. na Long Island i 7 lipca samolot powrócił do służby. Ewaluacja samolotu miała miejsce w Naval Station Norfolk w sierpniu i wrześniu 1934 roku, i przez dwa pierwsze miesiące następnego roku. W wyniku prób US Navy wybrała jednak samolot Curtissa i XO2D został czasowo zwrócony do zakładów Douglasa gdzie odbył kilka testów zanim 13 września 1935 roku został ostatecznie przekazany dla US Navy. Łącznie XO2D przebywał w powietrzu tylko 89 godzin.